# حلقي الأونديكان
حلقي الأونديكان (أو سيكلوأونديكان) مركب عضوي من مجموعة الألكانات الحلقية الأليفاتية له الصيغة الكيميائية C11H22، ويكون على شكل سائل عديم اللون.

## الوفرة الطبيعية
يوجد حلقي النونان في النفط مثل باقي المركبات الأليفاتية الحلقية.

## الخواص
تتألف حلقة المركب من إحدى عشرة ذرة من الكربون لا تكون على سوية واحدة، إنما يأخذ المركب عدة متصاوغات شكلية مختلفة. تعطي حسابات مجال القوة في بنية حلقي الأونديكان وجود شكلين أقل طاقة وهما [335] و [12323]، حيث يوجد المركب في الحالة الصلبة غالباً كمزيج من هذين الشكلين.
يؤدي التسخين إلى درجات حرارة حوالي 400 °س بوجود حفاز من البالاديوم على الكربون إلى عملية نزع هيدروجين حيث يتشكل مركب Bicyclo(5,4,0)undecane (ثنائي حلقة (0,4,5)أونديكان).

## اقرأ أيضاً
- مركب أليفاتي حلقي